# Onthophagus bartosi
Onthophagus bartosi är en skalbaggsart som beskrevs av Vladimir Balthasar 1966. Onthophagus bartosi ingår i släktet Onthophagus och familjen bladhorningar. Inga underarter finns listade i Catalogue of Life.